# Heterocerus decemmaculatus
Heterocerus decemmaculatus là một loài bọ cánh cứng trong họ Heteroceridae. Loài này được Chevrolat miêu tả khoa học đầu tiên năm 1864.